# Olympisches Fußballturnier 1972/Birma
Dieser Artikel behandelt die Fußballolympiaauswahl Birmas während der Olympischen Sommerspiele 1972.

## Olympia-Qualifikation
In der Untergruppe B der Gruppe 2 der asiatischen Qualifikation setzte sich Birma mit zwei Siegen über Thailand und Ceylon durch und zogen in das Halbfinale ein, wo Indonesien mit 3:0 geschlagen werden konnte. Durch den 1:0-Finalsieg über Thailand qualifizierte sich Birma zum ersten Mal für das olympische Fußballturnier.

### Gruppe 2
Untergruppe B
Abschlusstabelle
| Pl. | Land     | Sp. | S | U | N | Tore    | Diff. | Punkte |
| --- | -------- | --- | - | - | - | ------- | ----- | ------ |
| 1.  | Birma    | 2   | 2 | 0 | 0 | 012:100 | +11   | 04:0   |
| 2.  | Thailand | 2   | 1 | 0 | 1 | 005:700 | −2    | 02:20  |
| 3.  | Ceylon   | 2   | 0 | 0 | 2 | 001:100 | −9    | 0:40   |

Spielergebnisse
| 24.03.1972 | Birma | – | Ceylon | 5:1 |

Halbfinale
| Datum         |       | Ergebnis |            |
| ------------- | ----- | -------- | ---------- |
| 2. April 1972 | Birma | 3:0      | Indonesien |

Finale
| Datum         |       | Ergebnis |          |
| ------------- | ----- | -------- | -------- |
| 4. April 1972 | Birma | 1:0      | Thailand |

Qualifiziert für die nächste Kontinentale Runde Qualifiziert für die Olympischen Spiele 1972

## Olympia-Endrunde

### Kader
| Nr.        | Spieler           | Verein vor Olympia-Beginn | Geburtsdatum | Olympia 1972 Spiele / Tore | Olympia 1972 Spiele / Tore | Gelbe Karten | Rote Karten |
| Torhüter   | Torhüter          | Torhüter                  | Torhüter     | Torhüter                   | Torhüter                   | Torhüter     | Torhüter    |
| ---------- | ----------------- | ------------------------- | ------------ | -------------------------- | -------------------------- | ------------ | ----------- |
| 01         | Aung Tin          | Army                      | 08.05.1947   | 3                          | 0                          | 0            | 0           |
| 17         | Nyunt Maung Maung |                           | 18.01.1954   | 0                          | 0                          | 0            | 0           |
| Abwehr     |                   |                           |              |                            |                            |              |             |
| 02         | Win Sein          | Army                      | 11.07.1952   | 0                          | 0                          | 0            | 0           |
| 03         | Tin Maung Maung   | Post & Telecomms          | 21.05.1949   | 3                          | 0                          | 0            | 0           |
| 04         | Sein Tin          | Army                      | 12.06.1951   | 3                          | 0                          | 0            | 0           |
| 05         | Win Nyunt Myo     | Customs                   | 19.02.1950   | 3                          | 0                          | 0            | 0           |
| 07         | Aye San           | Construction              | 20.06.1954   | 3                          | 0                          | 0            | 0           |
| Mittelfeld |                   |                           |              |                            |                            |              |             |
| 06         | Ryint Soe         | Municipal                 | 15.03.1955   | 0                          | 0                          | 0            | 0           |
| 08         | Maung Aye I       | Construction              | 20.08.1950   | 3                          | 0                          | 0            | 0           |
| 09         | Maung Aye II      | Air Force                 | 10.06.1954   | 3                          | 0                          | 0            | 0           |
| 11         | Nyunt Ye          | Customs                   | 03.06.1950   | 3                          | 0                          | 0            | 0           |
| 18         | Maung Tun Khin    |                           | 21.09.1940   | 0                          | 0                          | 0            | 0           |
| 19         | Win Lay Sein      |                           | 14.03.1950   | 0                          | 0                          | 0            | 0           |
| Angriff    |                   |                           |              |                            |                            |              |             |
| 10         | Kyu Myint         | Trade                     | 20.08.1950   | 1                          | 0                          | 0            | 0           |
| 12         | Maung Win         | Army                      | 12.05.1949   | 3                          | 0                          | 0            | 0           |
| 13         | Soe Than          | Municipal                 | 03.06.1952   | 3                          | 1                          | 0            | 0           |
| 14         | Aung Moe Thin     | Construction              | 12.06.1949   | 3                          | 1                          | 0            | 0           |
| 15         | Htay Hla          |                           | 18.03.1940   | 0                          | 0                          | 0            | 0           |
| 16         | Maung Lay Khin    | Navy                      | 05.07.1954   | 1                          | 0                          | 0            | 0           |
| Trainer    |                   |                           |              |                            |                            |              |             |
|            | U Seing Hlaing    |                           |              |                            |                            |              |             |

### Spiele
Nach zwei knappen 0:1-Niederlagen gegen die Sowjetunion und Mexiko konnte Birma am letzten Spieltag nicht mehr die Zwischenrunde erreichen. Nach dem 2:0-Sieg über den Sudan belegte die Mannschaft den dritten Gruppenrang und schied aus dem Turnier aus.

#### Vorrunde (Gruppe 2)
| Pl. | Land        | Sp. | S | U | N | Tore    | Diff. | Punkte |
| --- | ----------- | --- | - | - | - | ------- | ----- | ------ |
| 1.  | Sowjetunion | 3   | 3 | 0 | 0 | 007:200 | +5    | 06:0   |
| 2.  | Mexiko      | 3   | 2 | 0 | 1 | 003:400 | −1    | 04:20  |
| 3.  | Birma       | 3   | 1 | 0 | 2 | 002:200 | ±0    | 02:40  |
| 4.  | Sudan       | 3   | 0 | 0 | 3 | 001:500 | −4    | 0:60   |

|                                        |   |       |           |
| 28. August 1972, 16:30 Uhr, Regensburg |   |       |           |
| Sowjetunion                            | – | Birma | 1:0 (0:0) |
| 30. August 1972, 16:30 Uhr, Nürnberg   |   |       |           |
| Mexiko                                 | – | Birma | 1:0 (0:0) |
| 1. September 1972, 16:30 Uhr, Passau   |   |       |           |
| Birma                                  | – | Sudan | 2:0 (1:0) |